# 占科伊
占科伊法理上是乌克兰克里米亚自治共和国占科伊区的城市及该区的行政中心，事实上为俄罗斯克里米亞共和國的直辖市及占科伊区的行政中心（在俄方的行政区划中，该市并不在该区的管辖范围内）。該市距離首府辛菲罗波尔93公里，始建於1855年，面積26平方公里，海拔高度30米，2021年人口数量为37,014人。

## 城市名称
占科伊这个名字通常认为来源于克里米亚鞑靼语中的“灵魂村”（canköy ，can：靈魂，köy：村）。但克里米亚地名学专家认为更可能的词源是这个名字来源于 cañı köy —— 克里米亚鞑靼人草原方言中的“新村”。

## 历史
该市于1855年被文献首次被提及，于1926年获得城市地位。在第二次世界大战期间，它于1941年被德国纳粹入侵者占领。在占领期间，当地集体农场的约七千名犹太人被枪杀。1944年4月13日被苏军收复。
2014年2月，该市被俄罗斯军事占领，俄罗斯主张此地为其领土，但未获得国际社会承认。
2022年8月，乌军打击了此地的俄军的补给枢纽和弹药库，但使用的武器不明。
2023年1月3日，该市发生了连续爆炸，俄军启动了防空火力。5月13日，一架Mi-28攻擊直升機在该市附近坠毁，两名飞行员均死亡。据初步判断，该机失事原因为设备故障。

## 人口
| 年份 | 居民数量 |
| ---- | -------- |
| 1805 | 173      |
| 1926 | 8,310    |
| 1939 | 19,576   |
| 1970 | 43,000   |
| 1989 | 53,464   |
| 2001 | 42,861   |
| 2014 | 38,622   |
| 2021 | 37,614   |

## 交通
该市是赫尔松-刻赤-伊斯坦堡和哈爾科夫-塞瓦斯托波爾两条欧洲高速公路的交汇处。该市也是通往赫尔松州和扎波羅熱州的铁路枢纽。
此外，自卡霍夫卡水库而来的北克里米亚运河自流至此，经此地的四个泵站提升至约100米（330英尺）的高度再继续流往下游。

## 气候
该市地处亚热带与温带草原气候的过渡地带，气候干旱。最热的月份是7月，平均气温为22.8°C。最冷的月份是1月，平均气温为0°C，年平均降雨量408毫米。

## 图集

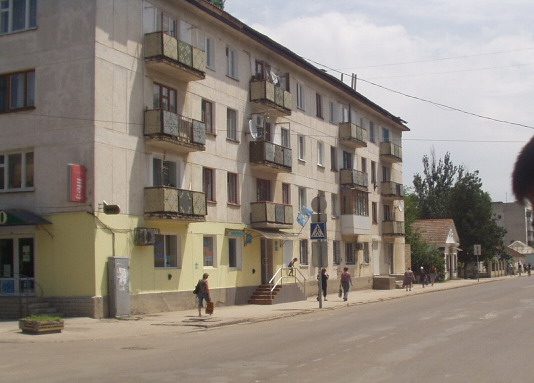
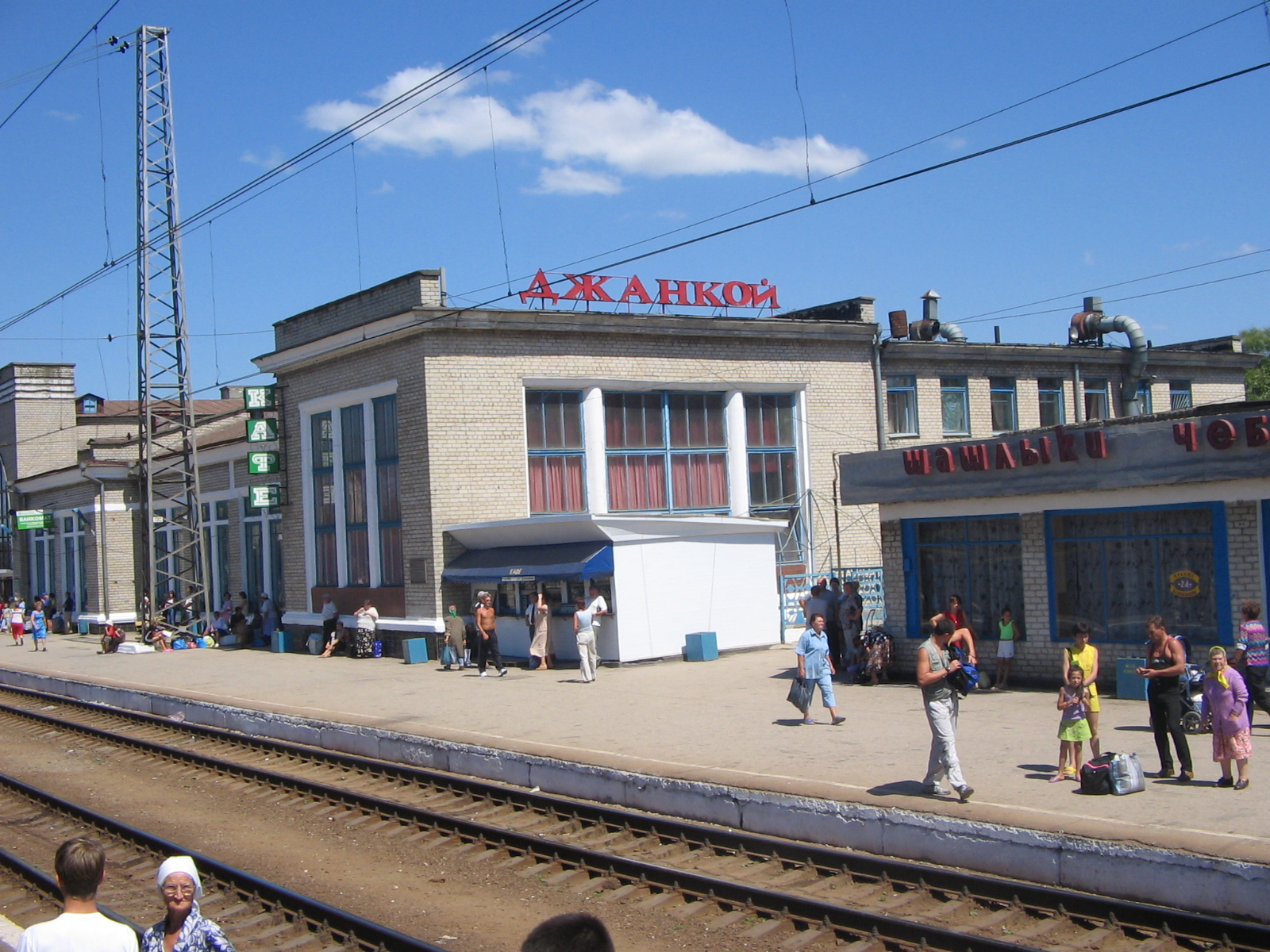